# Netzwelhaai
Cephaloscyllium fasciatum is een vissensoort uit de familie van de kathaaien (Scyliorhinidae). De wetenschappelijke naam van de soort is voor het eerst geldig gepubliceerd in 1966 door Chan.